# Sphallambyx chabrillacii
Sphallambyx chabrillacii là một loài bọ cánh cứng trong họ Cerambycidae.